# Inopeplus andamanicus
Inopeplus andamanicus (Pal y Datta 1982), es una especie de coleóptero de la familia Salpingidae.

## Descripción
Margen lateral del protórax liso. Mitad anterior de los élitros de color marrón pálido. Mitad posterior de los élitros de color negruzco.

## Distribución geográfica
Habita en la Isla Andamán del Sur (India).